# Vuelta al País Vasco 1991
La XXXI Vuelta al País Vasco, disputada entre el 8 de abril y el 12 de abril de 1991, estaba dividida en 5 etapas para un total de 830 km.
En esta edición participaron los 11 equipos profesionales españoles (Banesto, ONCE, CLAS-Cajastur, Amaya Seguros, SEUR, Lotus, Paternina Don Zolio, Puertas Mavisa, Artiach, Wigarma y Kelme Ibexpress) y 11 equipos extranjeros (Gatorade Chateau D'ax, Buckler, PDM, Motorola, Panasonic, Carrera, Toshiba, Lotto, Weinmann-Eddy Merckx, Telekom y Tonton Tapis).
El vencedor final fue el ciclista italiano Claudio Chiappucci, basando su victoria en la etapa reina con llegada al puerto de Ibardin y conservando su distancia en la contrarreloj final.

## Etapas
| Etapa              | Fecha    | Recorrido               | km        | Vencedor de la Etapa | Líder de la general |
| ------------------ | -------- | ----------------------- | --------- | -------------------- | ------------------- |
| 1ª etapa           | 08/04/91 | Andoáin - Andoáin       | 123,6     | Ad Wijnands          | Ad Wijnands         |
| 2ª etapa           | 09/04/91 | Andoáin - Vitoria       | 198,9     | Andreas Kappes       | Malcom Elliot       |
| 3ª etapa           | 10/04/91 | Vitoria - Ibardin       | 188,3     | Claudio Chiappucci   | Claudio Chiappucci  |
| 4ª etapa           | 11/04/91 | Vera de Bidasoa - Ataun | 175,7     | Rolf Jaermann        | Claudio Chiappucci  |
| 5ª etapa (1º Sec.) | 12/04/91 | Ataun - Elorrio         | 98,3      | Raúl Alcalá          | Claudio Chiappucci  |
| 5ª etapa (2º Sec.) | 12/04/91 | Elorrio - Elgueta       | 7,2 (CRI) | Johan Bruyneel       | Claudio Chiappucci  |

## Clasificaciones
| \| 1. \| Claudio Chiappucci \| CAR \| 19h 56' 09s \| \| 2. \| Johan Bruyneel \| LOT \| a 2' 17s \| \| 3. \| Piotr Ugrumov \| SEU \| a 2' 39s \| \| 4. \| José Luis Laguía \| PAT \| a 2' 39s \| \| 5. \| Marino Lejarreta \| ONC \| a 2' 55s \| \| 6. \| Ivan Ivanov \| SEU \| a 3' 00s \| \| 7. \| Stephen Roche \| TON \| a 3' 18s \| \| 8. \| Víctor Gonzalo \| CLA \| a 3' 24s \| \| 9. \| Patrice Esnault \| AMA \| a 3' 27s \| \| 10. \| Julián Gorospe \| BAN \| a 3' 30s \| |                    |     |             |
| 1. | Claudio Chiappucci | CAR | 19h 56' 09s |
| 2. | Johan Bruyneel     | LOT | a 2' 17s    |
| 3. | Piotr Ugrumov      | SEU | a 2' 39s    |
| 4. | José Luis Laguía   | PAT | a 2' 39s    |
| 5. | Marino Lejarreta   | ONC | a 2' 55s    |
| 6. | Ivan Ivanov        | SEU | a 3' 00s    |
| 7. | Stephen Roche      | TON | a 3' 18s    |
| 8. | Víctor Gonzalo     | CLA | a 3' 24s    |
| 9. | Patrice Esnault    | AMA | a 3' 27s    |
| 10. | Julián Gorospe     | BAN | a 3' 30s    |

| \| 1. \| Ad Wijnands \| TEL \| 47 puntos \| \| \| 2. \| Malcom Elliot \| SEU \| 40 puntos \| \| \| 3. \| Claudio Chiappucci \| CAR \| 36 puntos \| \| |                    |     |           |  |
| 1. | Ad Wijnands        | TEL | 47 puntos |  |
| 2. | Malcom Elliot      | SEU | 40 puntos |  |
| 3. | Claudio Chiappucci | CAR | 36 puntos |  |

| \| 1. \| José Luis Laguía \| PAT \| 70 puntos \| \| \| 2. \| Claudio Chiappucci \| CAR \| 54 puntos \| \| \| 3. \| Julián Gorospe \| BAN \| 35 puntos \| \| |                    |     |           |  |
| 1. | José Luis Laguía   | PAT | 70 puntos |  |
| 2. | Claudio Chiappucci | CAR | 54 puntos |  |
| 3. | Julián Gorospe     | BAN | 35 puntos |  |

| \| 1. \| Fernando Carvalho \| LOT \| 15 puntos \| \| \| 2. \| Tony Rominger \| TOS \| 9 puntos \| \| \| 3. \| Miguel Ángel Iglesias \| MAV \| 7 puntos \| \| |                       |     |           |  |
| 1. | Fernando Carvalho     | LOT | 15 puntos |  |
| 2. | Tony Rominger         | TOS | 9 puntos  |  |
| 3. | Miguel Ángel Iglesias | MAV | 7 puntos  |  |

| \| 1. \| SEUR \| 59h 57' 29s \| \| \| 2. \| CLAS-Cajastur \| a 1' 32s \| \| \| 3. \| ONCE \| a 2' 45s \| \| |               |             |  |
| 1. | SEUR          | 59h 57' 29s |  |
| 2. | CLAS-Cajastur | a 1' 32s    |  |
| 3. | ONCE          | a 2' 45s    |  |